# 27 Pułk Inżynieryjno-Budowlany
27 Pułk Inżynieryjno-Budowlany (27 pib) – oddział Służby Inżynieryjno-Budowlanej Głównego Kwatermistrzostwa Wojska Polskiego od powstania jednostki do końca 1971,  później Służby Zakwaterowania i Budownictwa Wojska Polskiego,

## Historia jednostki
Sformowany został jako 27 batalion inżynieryjno-budowlany zarządzeniem szefa Sztabu Generalnego WP nr 037/019 z dnia 31 maja 1960 w garnizonie Gniezno jako jedna z pierwszych jednostek inżynieryjno-budowlanych w Wojsku Polskim. Stacjonował w kompleksie koszarowym przy ul. Sobieskiego wybudowanym w 1881. 
Do zadań batalionu należy wykonywanie robót budowlanych i szkolenie ogólnowojskowe. Już w dniu 3 czerwca 1960 r,. do koszar przybyli pierwsi żołnierze. Pierwszym dowódcą został ppłk. Antoni Żołądź. Wraz z pierwszym dowódcą jednostkę organizowali: szef sztabu – mjr. Czesław Świeczak, kwatermistrz – kpt. Mieczysław Śnitko i zastępca ds. politycznych kpt. Zdzisław Oświęcimski. W latach 1960 – 1967 batalion prowadził roboty budowlano-remontowe i inwestycje z zakresu budownictwa wojskowego i obronnego, a także na rzecz gospodarki narodowej. 21 listopada 1965 jednostka otrzymała sztandar ufundowany przez pracowników węzła kolejowego PKP Gniezno. Sztandar pozostawał w sali tradycji jednostki do 22 kwietnia 1991, kiedy to został przekazany do Muzeum Wojska Polskiego w Warszawie.
Wobec wzrostu zapotrzebowania na wykonawstwo zadań budowlanych i obronnych w Siłach Zbrojnych decyzją szefa Sztabu Generalnego WP z dniem 10 lipca 1967 batalion zostaje przeformowany w 27 pułk inżynieryjno-budowlany. Dowódcą w dalszym ciągle pozostaje płk A. Żołądź. W latach 1967 – 1970 w pułku był utworzony batalion robót wydzielonych, który uczestniczył w realizacji systemu o kryptonimie "Wisła" budując w m. Templewo w rejonie Trzemeszna Lubuskiego jeden z obiektów tzw. "trzytysiączek" – obiekt 3003. W 1973 pułk wybudował w Bydgoszczy Muzeum Tradycji Pomorskiego Okręgu Wojskowego, obecnie Muzeum Wojsk Lądowych. W okresie l. 1976 – 1983 w pułku była sformowana Grupa Specjalna, która realizowała zadania budownictwa obronnego.
W dniu 1 czerwca 1989 w ramach restrukturyzacji Sił Zbrojnych 27 pib został przeformowany na 27 Wojskowy Zakład Budowlany i 256 Oddział Obrony Cywilnej. W 1991, po rozwiązaniu 27 WZB i 256 Oddziału OC zaczął funkcjonować Wojskowy Zakład Remontowo-Budowlany. W 1998 gnieźnieński Zakład wykonywał zadania remontowo-budowlane w kompleksie koszarowym na rzecz Kwatery Głównej Korpusu Wielonarodowego Północno-Wschodniego w Szczecinie. W 1999 Zakład uzyskał tytuł "Mister Budowy Roku 1999" w konkursie na najlepszy obiekt budowlany w kategorii "Budownictwo Mieszkaniowe Wielorodzinne" za budynek zrealizowany w Wędrzynie
W dniu 31 października 2001 decyzją sekretarza stanu – I zastępcy ministra Obrony Narodowej Wojskowy Zakład Remontowo-Budowlany w Gnieźnie został rozwiązany. Na jego bazie 1 listopada 2001 na mocy decyzji szefa Rejonowego Zarządu Infrastruktury w Bydgoszczy zostało utworzone gospodarstwo pomocnicze o nazwie Wojskowy Zakład Remontowo-Budowlany w Gnieźnie.
W ciągu prawie 60 letniej działalności zarówno jednostki inżynieryjno-budowlanej jak i Zakładu, zrealizowano wiele zadań na potrzeby Sił Zbrojnych jak i gospodarki narodowej. Żołnierze i pracownicy cywilni jednostki i Zakładu wykonywali zadania w takich garnizonach i miejscowościach jak: Biedrusko, Inowrocław, Grupa k/Grudziądza, Gniezno, Bydgoszcz, Poznań, Warszawa, Świętoszów, Jelenia Góra, Opole, Powidz, Wędrzyn, Łódź, Szczecin i innych miejscowości, bowiem nie wszystkie zadania były zadaniami jawnymi.
Od roku 2011 WZRB zostało przemianowane na ZRB WAM Sp. z o.o. gdyż weszło do Wojskowej Agencji Mienia.

## Dowódcy jednostki
- ppłk (płk) Antoni Żołądź (1967−1977)
- ppłk (płk) Jan Golasik (V 1977− 1988)
- ppłk (płk) Florian Bobrowski (1988−2001)
- ppłk Zbigniew Flakowski (1 V 2001− I 2019)
- Tomasz Starzak (2019-2023)
- Waldemar Skrzypczyk (2023-obecnie)